# Muay-thaï
 (avril 2025).
La mise en forme du texte ne suit pas les recommandations de Wikipédia : il faut le « wikifier ».
Les points d'amélioration suivants sont les cas les plus fréquents. Le détail des points à revoir est peut-être précisé sur la page de discussion.
- Les titres sont pré-formatés par le logiciel. Ils ne sont ni en capitales, ni en gras.
- Le texte ne doit pas être écrit en capitales (les noms de famille non plus), ni en gras, ni en italique, ni en « petit »…
- Le gras n'est utilisé que pour surligner le titre de l'article dans l'introduction, une seule fois.
- L'italique est rarement utilisé : mots en langue étrangère, titres d'œuvres, noms de bateaux, etc.
- Les citations ne sont pas en italique mais en corps de texte normal. Elles sont entourées par des guillemets français : « et ».
- Les listes à puces sont à éviter, des paragraphes rédigés étant largement préférés. Les tableaux sont à réserver à la présentation de données structurées (résultats, etc.).
- Les appels de note de bas de page (petits chiffres en exposant, introduits par l'outil «  Source ») sont à placer entre la fin de phrase et le point final[comme ça].
- Les liens internes (vers d'autres articles de Wikipédia) sont à choisir avec parcimonie. Créez des liens vers des articles approfondissant le sujet. Les termes génériques sans rapport avec le sujet sont à éviter, ainsi que les répétitions de liens vers un même terme.
- Les liens externes sont à placer uniquement dans une section « Liens externes », à la fin de l'article. Ces liens sont à choisir avec parcimonie suivant les règles définies. Si un lien sert de source à l'article, son insertion dans le texte est à faire par les notes de bas de page.
- La présentation des références doit suivre les conventions bibliographiques. Il est recommandé d'utiliser les modèles {{Ouvrage}}, {{Chapitre}}, {{Article}}, {{Lien web}} et/ou {{Bibliographie}}. Le mode d'édition visuel peut mettre en forme automatiquement les références.
- Insérer une infobox (cadre d'informations à droite) n'est pas obligatoire pour parachever la mise en page.

Pour une aide détaillée, merci de consulter Aide:Wikification.
Si vous pensez que ces points ont été résolus, vous pouvez retirer ce bandeau et améliorer la mise en forme d'un autre article.
Le muay-thaï (thaï :  มวยไทย, « boxe du peuple thaï »), boxe thaïlandaise ou encore boxe thaï, est un art martial et  un sport de combat, classé en Occident parmi les boxes pieds-poings. Elle est surnommée l’« art des huit membres » en référence aux huit parties utilisées des bras et des jambes. Les pratiquants sont appelés nak muays. 
Le muay-thaï trouve son origine dans des pratiques martiales ancestrales, notamment dans le muay boran (boxe traditionnelle) et le krabi krabong (pratique avec les armes) tous deux issus originellement du kung-fu chinois, et particuliairement du Ang Quan ou Guangxi Zhuang Quan,. Elle est la plus populaire des boxes du Sud-Est asiatique (boxe birmane, boxe khmère, boxe laotienne, boxe vietnamienne, boxe chinoise) et doit sa popularité au fait qu’elle est une discipline nationale professionnalisée. Sa pratique permet à de nombreux sportifs (même très jeunes), entraîneurs, managers et promoteurs, d'en vivre. Elle représente un marché lucratif en Thaïlande générant autour d’elle une économie non négligeable. Comme les boxes apparentées, elle a la réputation d’être une pratique de combat particulièrement virile et on lui reproche, par erreur, de répandre l'idée selon laquelle « tous les coups sont permis ».

## Place parmi les boxes pieds-poings
Deux autres sports de combat pied-poings sont proches du muay-thaï, n'en différant principalement que par un emploi limité ou interdit des genoux et coudes : le kick-boxing américain (glory), pour lequel l'emploi de ces quatre parties du corps est interdit et le  kick-boxing japonais (K-1) qui autorise les coups de genoux sans tenue. Dans le full-contact, autre sport pieds-poings, tous les coups de pied doivent être donnés au-dessus de la ceinture.

## Présentation
Le muay-thaï est la forme moderne (codifiée au milieu du XVIe siècle) du muay boran lui-même issu du style de kung fu Guangxi Zhuang Quan ou Ang Quan (la boxe des Zhuang de la région de Guangxi). Certains voient aussi une origine du muay-thaï dans le pradal serey (ancienne boxe libre khmère codifiée à la même époque, appelée depuis le kun khmer). Parmi les styles les plus connus, on trouve : 
- le muay-chaiya ou « muay-giow » (style du sud du pays), ce style du XIXe siècle met l’accent sur la vivacité d’esprit afin de trouver des stratégies efficaces. La posture est anguleuse, la défense est privilégiée et les techniques de coude et genou sont particulièrement marquées. On utilise des techniques issues des animaux (notamment le tigre) ;
- le « muay-korat » (style de l’est et nord-est), privilégie un travail en force, telles les techniques de buffle ;
- le « muay-lopburi » (style de la région centrale), l’accent est mis sur une gestuelle intelligente (travail sur les variations de trajectoire et les feintes d’arme) ;
- le « muay-thasao » (style du nord), les techniques consistent à prendre de vitesse l’opposant et les styles thématiques telles les techniques du singe blanc (dit d’Hanumān).

Une formule résume les principaux styles du muay boran : « Le poing puissant du korat, l’esprit du lopburi, la posture du chaiya et la vitesse du thasao. » (thaï : หมัดหนักโคราช ฉลาดลพบุรี ท่าดีไชยา เร็วกว่าท่าเสา). Ces pratiques non compétitives de l'art de combat thaïlandais sont regroupées (en Thaïlande) dans le vocable « mae-mai muay-thaï ». 
La pratique de la boxe thaïlandaise est considérée comme sport national en Thaïlande. De nombreux petits clubs d'entraînement (appelés « camps ») parsèment le pays et accueillent les jeunes à partir de sept ans. Les combats importants sont régulièrement retransmis tous les samedis et dimanches par les chaînes de télévision régionales et nationales. 
De nombreuses chaines de télévisions du monde entier retransmettent les grandes rencontres de muay-thaï en Thaïlande, et également celles du Japon, particulièrement le spectaculaire tournoi du K-1 (kick-boxing japonais) dans lequel participent de nombreux champions thaïlandais, spectacle avec ses 20 000 spectateurs et ses bourses de plus de 200 000 $. Cette seconde forme de combat, tenant en grande partie du muay-thaï et également issue du karaté japonais (style kyokushinkai), a également été influencée par de nombreuses pratiques du Sud-Est asiatique, notamment par la boxe birmane (lethwei) et la boxe khmère (kun-khmer). 

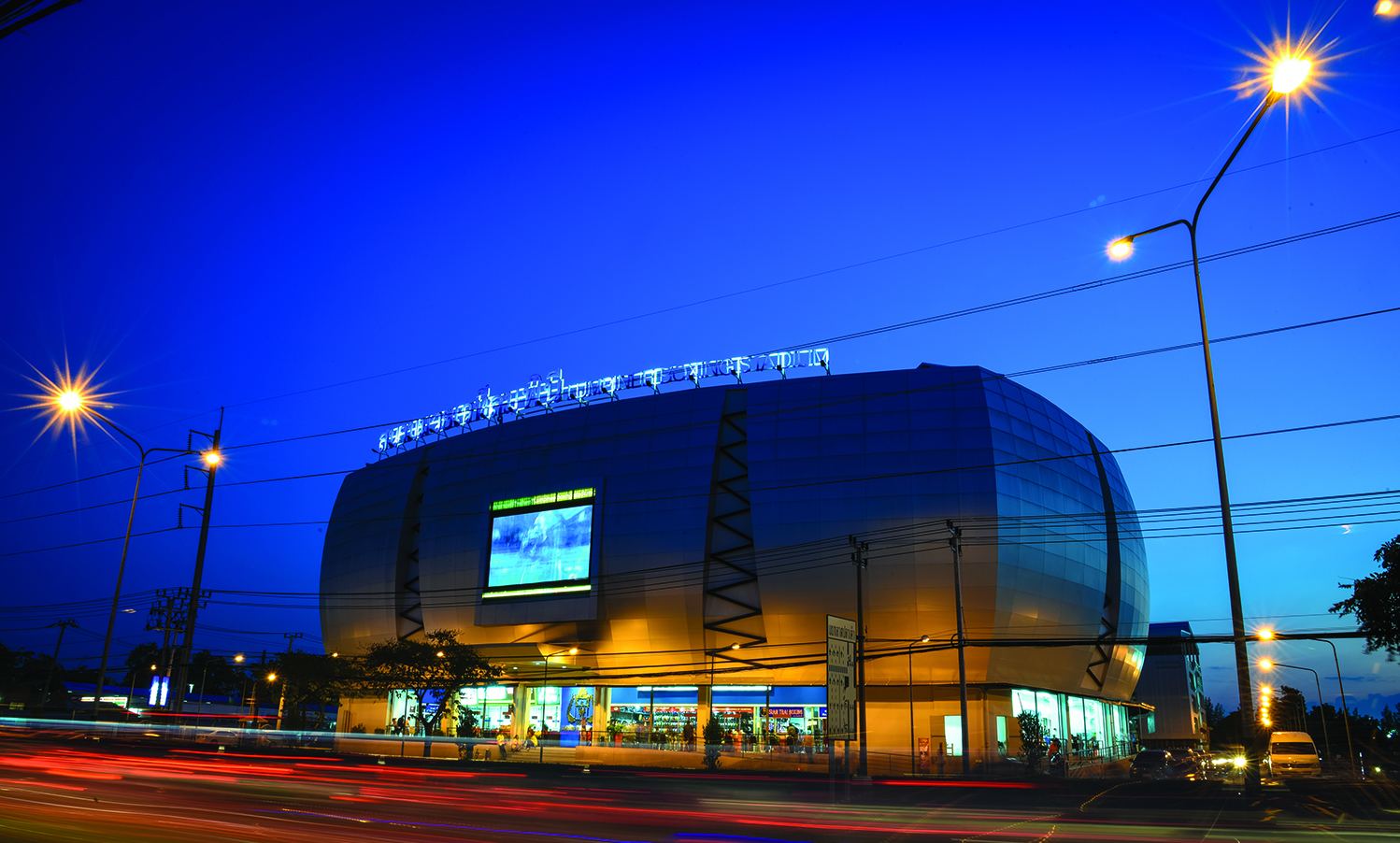
Stade de boxe du Lumpinee.

Les deux stades de muay-thaï les plus connus en Thaïlande se trouvent à Bangkok : ce sont le stade de boxe du Lumpinee et celui du Rajadamnoen. Connus dans le monde entier, ils sont considérés comme la référence absolue en muay-thaï. Le stade du Lumpinee est situé sur Rama IV Road, près du Lumpinee-park, et géré par le gouvernement, tandis que le stade du Rajadamnoen, plus prestigieux et ancien, se trouve sur Rajadamnoen Nok Road, en face du quartier général de l'armée royale thaïlandaise, qui le gère.
Les coups autorisés sont les suivants : coups de poing, de coude, de genou et de pied. Les boxeurs utilisent toutes les parties percutantes de leurs membres d'où l'appellation « art des huit membres » : poings, coudes, genoux et « pieds ». Par pied, il faut entendre le tibia, mais également le cou-de-pied, le talon et la plante. En définitive, seuls les coups de tête et d'épaule sont interdits. 
Les corps-à-corps peuvent être assez longs, et sont souvent l'occasion de coups de genou et peuvent se terminer par une projection voire être interrompus par l'arbitre. Le coup de pied circulaire à différentes hauteurs (tête, tronc et cuisses) est souvent délivré avec le tibia. Le coup de pied circulaire semble le plus usité et est souvent considéré comme le « coup de base » du combattant de compétition. Il est également possible d'effectuer un coup de pied de déséquilibre (balayage) dans le but de faire tomber et déstabiliser l'adversaire. Les coups à l'adversaire au sol sont interdits de même que les coups de tête.

## Historique

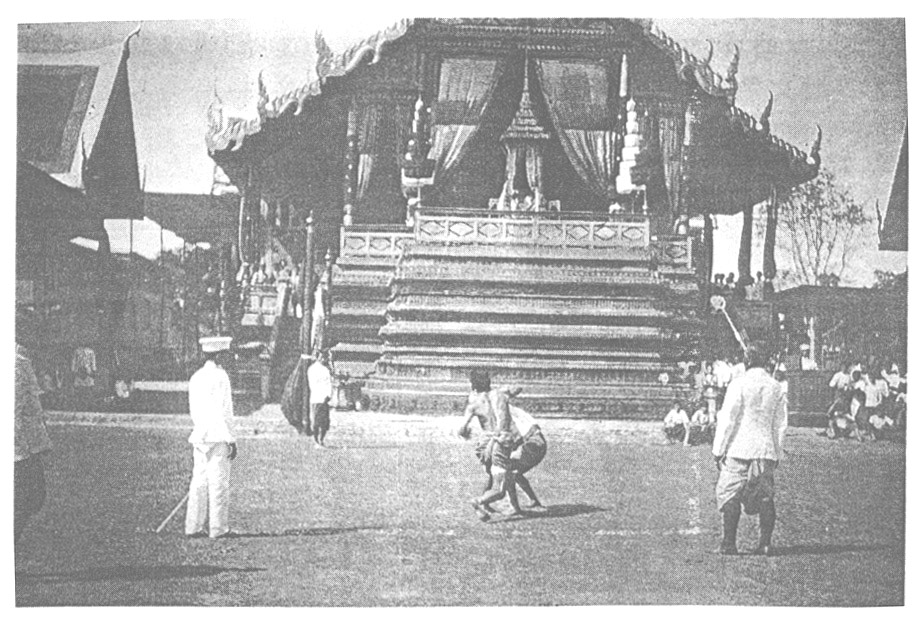
Muay thai pendant le royaume de Rattanakosin.

La genèse, l'histoire ancienne et l'image du muay-thaï sont présentées d'une manière standardisée dans une abondante littérature en Thaïlande. Les données historiques les plus anciennes, qui attesteraient de pratiques de boxe avant le XIXe siècle, sont inspirées principalement par les chroniques royales, plusieurs fois réécrites (notamment sous Rama Ier), après les destructions du XVIIIe siècle (chute d'Ayutthaya en 1767). S'il est donc difficile de confirmer l'historicité des légendes et de la genèse du muay-thai du point de vue thaïlandais ; il est aujourd'hui répandu de croire que les thaïlandais héritèrent des arts martiaux khmers (Kbach Kun Boran Khmer), à la suite de la victoire d'Ayutthaya sur le royaume khmer d'Angkor (en 1431) dont il était jusqu'alors le vassal. Mais des recherches plus récentes attribuent cette origine aux arts martiaux militaires (wushu) de l'ethnie Zhang en Chine. Il ne faut donc pas ignorer la forte teneur idéologique, notamment nationaliste, qui préside en Thaïlande à la présentation des origines du muay-thaï (et du muay-boran), son histoire ancienne, et son image contemporaine.
Selon la tradition, en 1411, à la mort du roi Sen Muang Ma, ses deux fils, Ki et Fang, voulurent s'emparer du pouvoir. Comme leurs armées respectives n'arrivaient pas à se départager sur un champ de bataille, ils décidèrent de régler leur conflit par un duel. Chaque camp choisit son meilleur boxeur. L'homme de Fang fut battu et Ki monta sur le trône. La technique de combat de son guerrier (« boxeur ») fit école.
Au XVIe siècle, le muay-thaï faisait partie de l'entraînement militaire. Le roi Naresuan le grand (r. 1590-1605) aurait encouragé sa pratique à ce titre. Il atteignit sa plus grande popularité au début du XVIIIe siècle, sous le règne de Pra Chao Sua, « le Roi Tigre ». C'était le passe-temps favori de la population ; chaque village organisait des combats régulièrement. Le roi, qui était un boxeur de première force s'amusait à défier les champions locaux ! À l'époque les combattants protégeaient leurs poings en se bandant les mains avec du crin de cheval. Plus tard, le crin fut remplacé par des bandes de coton maintenues avec de la glu. On se servait de coquillages ou d'écorces d'arbres, comme coquille ! Parfois, avec l'accord des deux protagonistes, des morceaux de verre pouvaient être amalgamés dans la glu des bandages. À cette époque, les combats se déroulaient sans catégories de poids ni de limite de temps (combat dit « au finish »).

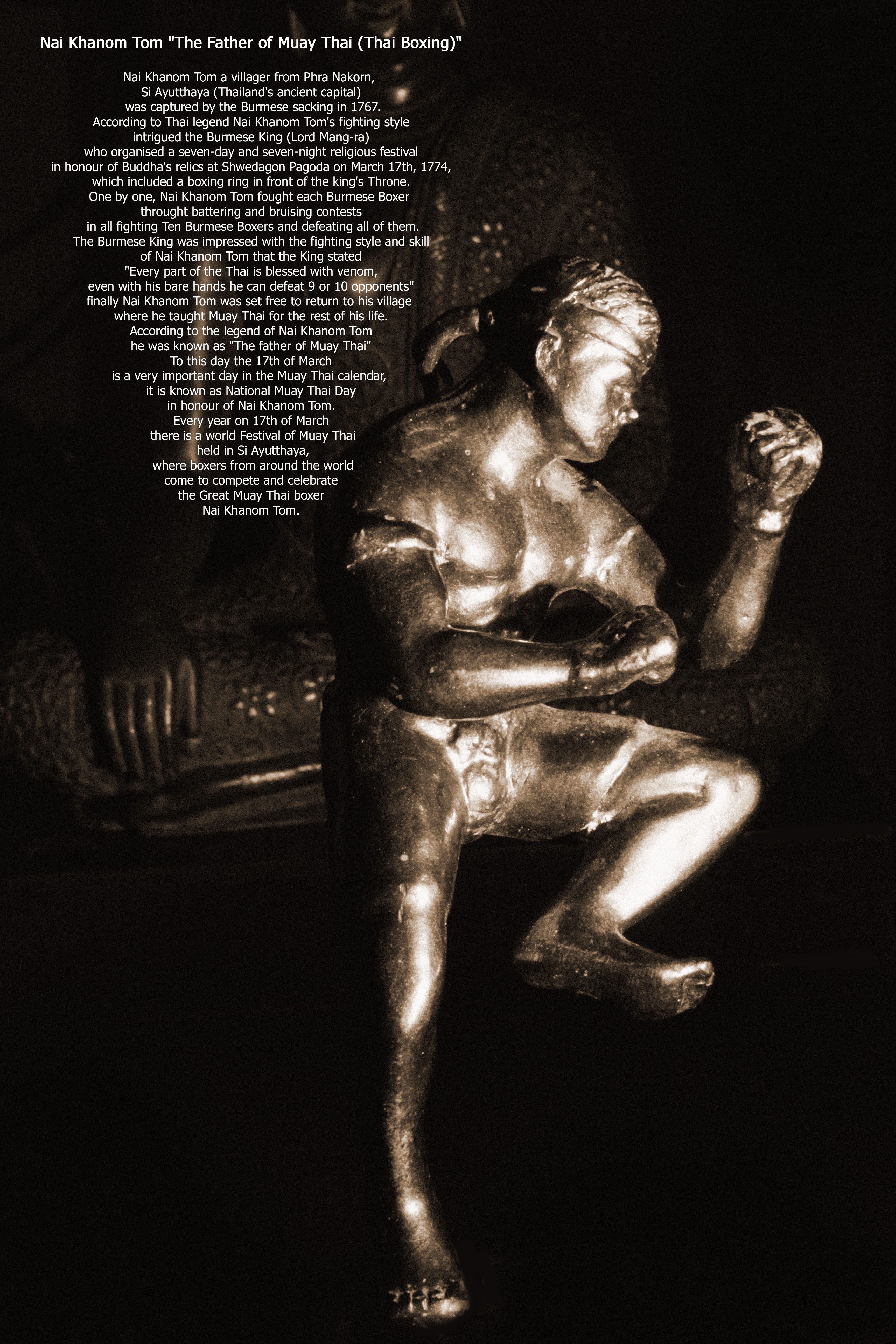
Nai Khanom Tom.

Selon une légende, Naï Khanom Tom, soldat et boxeur capturé par les birmans en 1767, fut opposé à dix champions birmans qu'il mit KO. Il est devenu un héros national, auquel les Thaïlandais rendent hommage chaque année à l'occasion de la « Nuit des boxeurs ».
Considérée comme trop dangereuse, la boxe thaïlandaise fut interdite en 1921. Puis, vers 1930, elle réapparut en adoptant les règles de compétition et les techniques de poings de la boxe anglaise (gants de boxe, ring, reprises, interdiction des coups de tête, etc.).
Sport national et véritable industrie, le muay-thaï fait vivre beaucoup de monde, combattants, entraîneurs, commerçants, etc. Cette gigantesque affaire commerciale est gérée par deux organisations composées de promoteurs, qui organisent des combats tous les jours. Le nombre de pratiquants est évalué à 1 000 000 et chaque semaine des centaines de combats ont lieu à travers le pays. De nombreux champions occidentaux (les farangs) s'expatrient en Thaïlande pour pratiquer pleinement ce sport. 

### Internationalisation
Le développement du tourisme en Thaïlande a fait découvrir le muay-thaï aux autres nations. Il s'est d'abord répandu aux Pays-Bas puis est venu très vite concurrencer en France le full-contact (boxe américaine) et le kick-boxing américain (low-kick), cela dans sa version « garantie d'origine » et dans sa version japonaise, le kick-boxing japonais (ou K-1).
En 1966, l'adepte du karaté kyokushinkai, Kenji Kurosaki, défia un boxeur thaïlandais et fut battu par KO au premier round. Après ce combat il séjourna en Thaïlande plusieurs mois, pour étudier le muay-thaï, qu'il introduisit ensuite au Japon sous le nom de kick-boxing japonais. En 1975, le Français Patrick Brizon s'entraîne au Merijo-gym de Tokyo, club de Kenji Kurosaki, où il combat les meilleurs Japonais. Il ouvre ensuite le premier club de kick-boxing à Clermont-Ferrand.
En 1980, Pud Pad Noy Worawut, reconnu comme l'un des dix meilleurs boxeurs thaïlandais de tous les temps, s'installe en France. Il y enseigne le muay-thaï jusqu'en 2003. Guillaume Kerner fut l'un de ses élèves.
Le muay-thaï est reconnu sport olympique le 20 juillet 2021 en même temps que le kick-boxing, le sambo, l'eisstock et le crosse au champ.

## Champions
- Apidej Sit Hrun (Thaïlande) : légende du muay-thaï, combattant de l'année en 1962, proclamé combattant du siècle par le roi Rama IX.
- Pud Pad Noy Worawut (Thaïlande) : reconnu comme l'un des dix meilleurs boxeurs thaïs de tous les temps.
- Samarth Payakaroon (Thaïlande) : combattant de l'année en 1981, 1983 et 1988, régulièrement cité comme le plus grand combattant de tous les temps[13].
- Dieselnoi Chor Thanasukarn (Thaïlande) : combattant de l'année en 1982, champion invaincu au Lumpinee, spécialiste du coup de genou[14].
- Namsaknoi Yudthagarngamtorn (Thaïlande) : combattant de l'année en 1996, également appelé l'Empereur du muay-thaï.
- Saenchai (Thaïlande) : combattant de l'année en 1999 et 2008, reconnu comme un des plus grands techniciens du muay-thaï.
- Buakaw Banchamek (Thaïlande) : l'un des meilleurs boxeurs thaïs du début du XXIe siècle, vedette du K-1.
- Ramon Dekkers (Pays-Bas) : énormément respecté en Thaïlande, premier combattant étranger à tenter d'obtenir une ceinture du Lumpini Stadium.
- Youssef Boughanem (Belgo-marocain) : onze ans d’activité en Thaïlande à haut niveau, il a obtenu de nombreux titres. Il possède son propre camp d'entrainement basé à Pattaya.

### Champions français
(2 septembre 2022).

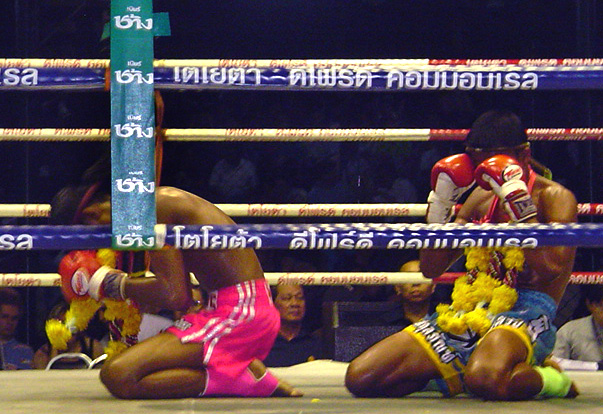
Le ram-muay ou hommage royal.

- Sam Berrandou : ex-champion de France et d'Europe (1981/1983). Responsable technique national de l'Académie française de muay-thaï. Directeur sportif du Club muay-thaï Lumpini à Saint-Denis.
- Sora Yara : ex-champion de France et d'Europe (1991-1992), club Lumpini.
- Wilfried Montagne[15], champion d'Europe et du monde, club Lumpini. Installé en Thaïlande avec son propre camp Emerald Muay Thaï Gym.
- Patrice Quarteron : surnommé « le Rônin sombre » est un combattant français de muay-thaï né le 20 mars 1979 à Sevran. Il remporte le titre de champion du monde IKF dans la catégorie des poids lourds en 2008.
- Djimé Coulibaly : plusieurs fois champion de France (2005-2006- 2008-2009), champion d'Europe WBC (2010), champion du monde WMC (2014), club Lumpini.
- Anissa Meksen : trois fois championne du monde (2013-2014-2016) et deux fois championne d'Europe  (2014-2015)
- Patrick Brizon : ex-champion de France et d'Europe, l'un des premiers français à combattre en Thaïlande.
- André Zeitoun : entraineur reconnu et figure emblématique du muay-thaï français.
- Jean-Charles Skarbowsky : classé no 1 au Rajadamnoen de Bangkok durant quatre années consécutives (de 2003 à 2006).
- Stéphane Nikiéma : trois fois champion du monde de muay-thaï.
- Guillaume Kerner : deux fois champion du monde.
- Jo Prestia : champion du monde de 1990 à 1992.
- Dany Bill : l'un des plus grands techniciens de sa génération, sept fois champion du monde de 1993 à 1999.
- Christian Garros : champion de France de muay-thaï classe A en 1993 et 1994, champion d'Europe WPKL (Hollande-Fédération) de muay-Thaï en 1995, vice-champion du monde IMTF (Thaïlande-Fédération) de muay-thaï en 1996 et 1997 (match nul et défaite aux points), il a combattu 22 fois en Thaïlande (14V-1N) et a été classé dans la fédération thaïlandaise de 1996 à 2000, il est le premier français à avoir mis un KO au Lumpini.
- Fabrice Payen : champion du monde en 1998, premier occidental classé au Rajadamnoern.
- Dida Diafat : onze fois champion du monde de 1991 à 1998.
- Fabio Pinca : trois fois champion du monde.
- Yohan Lidon : trois fois champion du monde de muay-thai et de kickboxing
- Cindy Silvestre : huit fois championne du monde de muay-thai et de kickboxing
- Jimmy Vienot : boxeur Français qui devient champion du Lumpini le 30 avril 2019
- Mohamed Bouchareb : plusieurs fois champion de France 2006 à 2012, champion d'Europe WBC 2013, champion du monde Venum (2014).

### Les champions belges
(2 septembre 2022).
- Youssef Boughanem : le boxeur belge-marocain a gagné presque toutes les ceintures existante de ce sport.

## Rituel précédant et accompagnant le combat

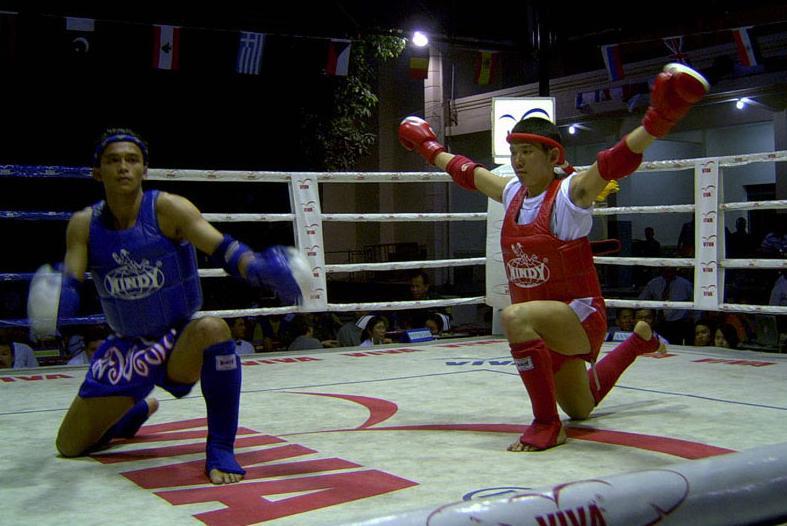
pratiquant de muay-thaï lors d'un combat.

Deux mélodies (Wong Pee Glong) sont jouées par trois ou quatre musiciens : le Sarama durant le rituel, puis le Phleng Muay lors des rounds.
Les deux boxeurs, arrivant des vestiaires, montent successivement sur le ring, le challenger en premier.  
Suivent le Wai khru (en) et le Ram Muay, un hommage et une danse rituels enchaînés. Le premier est officiellement reconnu par les instances internationales du muay-thaï ; le règlement stipule qu'il est obligatoire avant chaque combat. La seconde, outre son caractère esthétique et respectueux, fait également office de dernier échauffement avant le combat ; elle est facultative, mais pratiquée par les Thaïlandais et une partie des autres combattants.  
Chaque boxeur exécute le rituel, la tête ornée d'un serre-tête (mongkon) qui a été posé par son maître ou entraineur car il ne doit pas le toucher lui-même. Les hommes sont coiffés du mongkon dans les vestiaires alors que les femmes le reçoivent normalement après la montée sur le ring. 
L'ensemble du rituel dure entre deux et cinq minutes, mais l'exécution d'un Ram Muay hors ring peut nécessiter jusqu'à huit minutes. 

### Le Kuen Suu Weitee: entrée sur le ring
Le nak muay, parfois couvert d'une cape, d'un peignoir ou habillé d'un blouson sans manches et les gants aux mains, effectue un court recueillement au pied du ring.
Il monte l'escalier, en évitant généralement la première marche ; les hommes franchissent les cordes par en dessus et les femmes par en dessous.
Il va ensuite se placer au centre pour saluer les spectateurs des quatre côtés ainsi que l’arbitre, puis il rejoint le coin qui lui a été attribué. Les femmes sont alors coiffées du mongkon.
Pour les salutations, c'est le wai, geste emblématique de la culture thaïlandaise, qui est employé, en rapprochant les gants puisque les mains ne peuvent pas être jointives.

### Le Wai Khru: salutation au maître
Lorsque la musique démarre, le nak muay fait le tour du ring dans le sens anti-horaire afin d’en saluer les quatre coins, la main droite filant sur la corde supérieure. Il s’incline respectueusement en touchant trois fois chacun de ces coins. Ce geste est un hommage à son maître et à ses parents (un coup de poing pour chacune des personnes, ou si les parents comptent pour une entité, le dernier coup symbolise le public. Après avoir fait un ou deux tours de ring, toujours dans le même sens, le nak muay s’agenouille au centre, en principe en direction de son lieu de naissance et se prosterne trois fois. Le pratiquant thaïlandais rend hommage à son pays, sa religion et son Roi. Les occidentaux adaptent cette triple salutation à leurs aspirations et convictions personnelles ou ne le font pas. Ceci marque la fin du Wai Khru qui est suivi, sans interruption, du Ram Muay. 
Le Kuen Suu Weitee et le Wai Khru sont à effectuer obligatoirement par tous les combattants.  

### Le Ram Muay: hommage au public
Il s'agit d'une chorégraphie qui, par son symbolisme, fait appel à une ou plusieurs figures légendaires particulières et aux différents éléments de la nature. Originellement tous les boxeurs d'une école effectuaient le même Ram Muay, ce qui n'est plus le cas aujourd'hui. Une phase agenouillé précède une seconde effectuée debout :

#### Taa Phrom Naang
Le boxeur agenouillé commence par des mouvements lents qui simulent la pose des bandages de mains ; suivent des figures dont certaines sont très populaires comme la danse de l’oiseau (vol du cygne) durant laquelle les mouvements de bras évoquent ceux des ailes, la danse du pêcheur (jet du filet avec les deux mains), la danse du chasseur (les mouvements évoquent un chasseur visant sa cible en tendant un arc), ou encore la danse d’Hanumãn, le dieu-singe patron des lutteurs.

#### Il Phrom Na
Le nak muay debout fait trois ou quatre fois un Yang Sam Khoum (déplacement de trois pas) qui lui permet de saluer chaque partie du public en se dirigeant vers les points cardinaux (les côtés du ring). Quand il a terminé, il se dirige vers son coin et s'incline vers le centre du ring en plaçant l'un de ses poings dans le dos

### Préparation au combat
Quand les deux combattants ont terminé leur rituel, l'arbitre les regroupe au centre du ring pour leur rappeler les règles principales : ils retournent ensuite vers leur entraineur.

#### Le retrait du mongkon (Pitee Tod Mongkon)
La dépose du bandeau de tête du nak-muay fait l'objet d'un rituel : le boxeur se tient debout dans son coin, dos tourné à son adversaire. Il fait face à son maître ou entraineur placé de l'autre côté des cordes ; il baisse la tête en signe d'une profonde révérence, et joint ses gants au niveau de la poitrine. S'agissant de l'entraineur, celui-ci prononce une incantation et souffle à trois reprises sur le sommet de la tête du boxeur avant d'ôter le bandeau des deux mains en proclamant « d'un homme, tu deviens un guerrier ! ». Puis, il lui passe une main sur la  tête  du boxeur et pose le mongkon en hauteur à l'angle du ring. Les colliers de fleurs artificielles et autres accessoires portés par certains boxeurs sont également retirés à ce moment et les combattants reçoivent le protège-dents.  

### Dernier round et décision
L'arbitre invite généralement les boxeurs à se donner une accolade avant de reprendre le combat.
Si le vainqueur ne fait aucun doute, les deux combattants vont ralentir leurs attaques une trentaine de secondes avant la fin du combat et faire un « dance-off » en tournant autour du ring et en levant un bras. Ils conviennent ainsi que la décision des juges est acquise et qu'il n'est plus nécessaire de risquer inutilement une blessure. Ce refus conjoint du combat n'est pas sanctionné par l'arbitre.
Au coup de gong marquant la fin du combat, les boxeurs se font face et se saluent debout, agenouillés voire en se prosternant. En Thaïlande, chaque boxeur va saluer le coach de son adversaire qui lui propose de l'eau à boire ou sur la tête.
Sauf en cas de KO ou abandon, les deux boxeurs, placés de part et d'autre de l'arbitre, attendant la décision des juges. Annoncée par le speaker, celle-ci est confirmée par l'arbitre qui lève le bras du vainqueur (les deux bras en cas d'égalité), puis le vainqueur salue son adversaire, le public (quatre points cardinaux ou de manière circulaire) et l'arbitre.

## Règles
L'organisation sportive de la boxe thaïlandaise se subdivise en de nombreux sigles et fédérations, si bien que le règlement peut revêtir des formulations diverses. Les règles reproduites ici sont extraites de celles appliquées dans les stades thaïlandais.

### Ring
Le ring, qui mesure entre cinq et sept mètres de côté, doit être entouré de trois rangées de cordes minimum. Le plancher est doublé d'un matériau moelleux et élastique, de quatre centimètres d'épaisseur, et recouvert de toile. 
La tradition veut que les quatre coins du ring correspondent à quatre points inter-cardinaux : angle rouge = nord-ouest, angle bleu = sud-est ; les  deux autres angles sont blancs et correspondent  aux nord-est et sud-ouest. Le coin rouge est attribué au champion et le bleu au challenger. Les gants des boxeurs ainsi que leurs tenues vestimentaires respectent généralement ce code de couleurs. 

### Tenue vestimentaire et accessoires des combattants

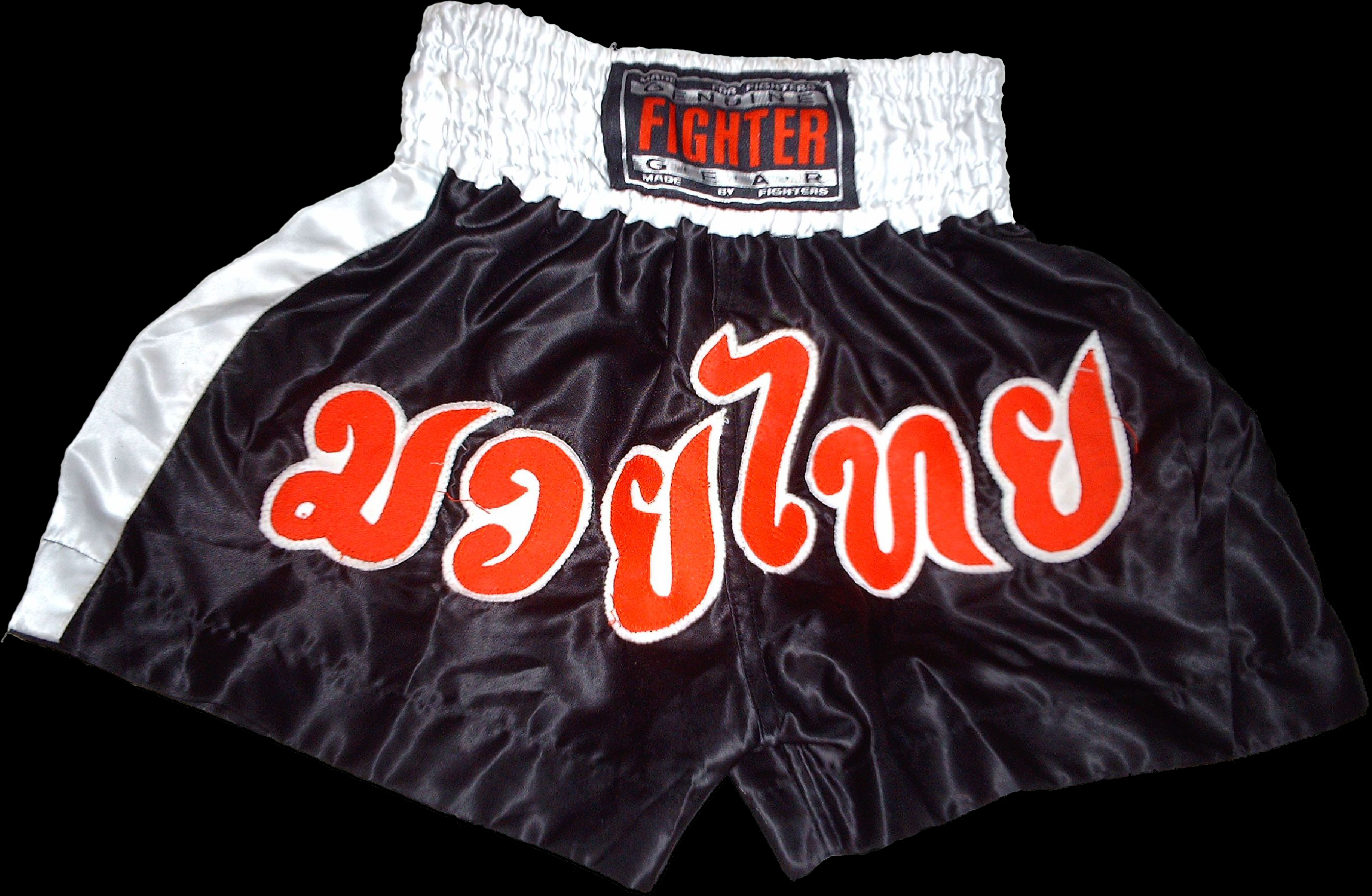
Le short de muay-thaï, avec l'inscription thaïlandaise signifiant muay-thaï.

Les boxeurs se présentent dans une tenue appropriée au combat, se composant d'un short. Ils doivent combattre torse nu et pieds nus, mais sont autorisés à porter des chevillières ou des bandes au pieds. Les femmes portent une brassière ou un débardeur.
Les boxeurs peuvent nouer un ruban rituel appelé « prajeet (en) » autour d'un ou des deux bras, au-dessus du biceps ; sa couleur représentait originellement le niveau de maîtrise atteint. Le bandeau de tête sacré appelé « mongkon » marque la tradition du peuple thaï  et, entre autres, manifeste le respect à son entraîneur, mais aussi optimise la perception mentale du combattant. Il est obligatoire durant les phases préliminaires et rituelles, mais doit être retiré avant le début du combat.

### Protections
Les articulations des mains (doigts et poignets) sont protégées par une bande élastique de trois mètres, fixée avec du ruban adhésif. Les gants de combat et d’entraînement (sparring), identiques à ceux de la boxe anglaise, peuvent aller de la taille six onces à la taille seize onces (une once : environ vingt grammes soit environ 300 grammes pour un gant). Hors de Thaïlande, le port de coudières est souvent obligatoire. Les hommes portent une coquille de protection (de constitution métallique pour protéger contre les coups de genou). Les femmes utilisent des protections pour la poitrine et le pelvis. L'équipement est complété par un protège-dents.

### Poids
Un médecin exécute un contrôle physique général qui permet au boxeur (ou à la boxeuse) de faire ses combats au KO system ou assauts de boxe éducative (version light-contact).
Afin de vérifier que le combattant entre bien dans la catégorie de son adversaire, les opérations de pesée s'effectuent en présence de l'adversaire et de ses assistants, et se déroulent au moins quatre heures avant la rencontre.

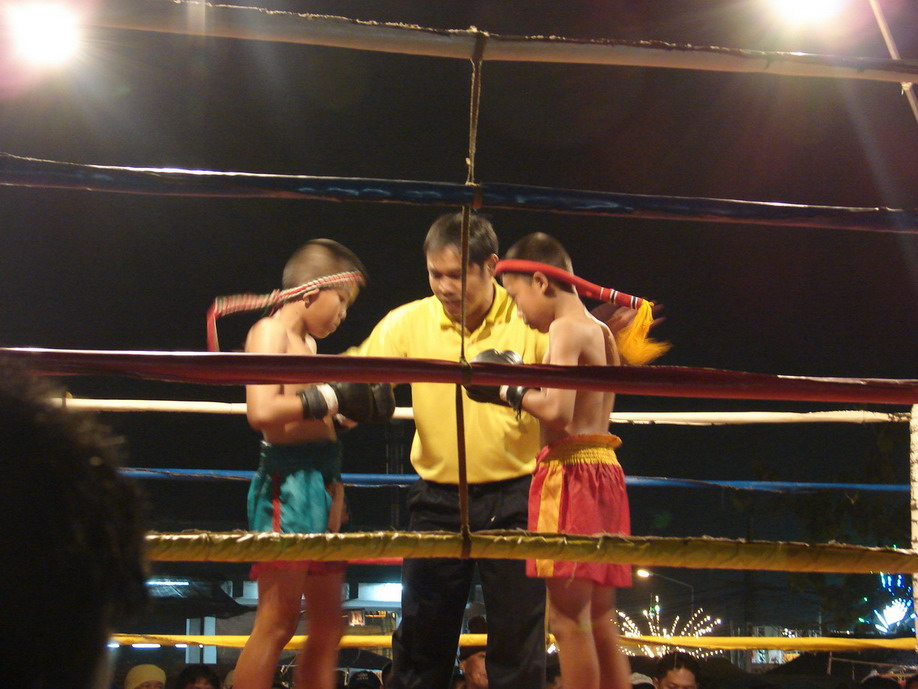
Jeunes combattants.

### Rounds
Les matchs professionnels comptent cinq reprises de trois minutes avec deux minutes de repos entre chaque round en Thaïlande (voire quelquefois 1 min 30 s de repos en Europe). Mais en France cela dépend de la « classe » dans laquelle le nak muay évolue. Les « classes » vont de « D » à « A » pour les séniors (vingt ans et plus).

### Assistants
Chaque combattant peut être accompagné de deux assistants dans les combats amateurs et trois lors de combat pros (entraîneur et soigneur).

### Score
Les points sont attribués selon des critères d’évaluation suivants :
- technique, précision, puissance et dommage engendré par chaque coup (de poing, de pied, de coude et de genou) ;
- habileté défensive ;
- combativité et habileté à l'attaque ;

La notation du juge (porte sur la différence entre les deux combattants – code de la boxe anglaise professionnelle) :
- égalité : dix points par round à chacun des deux protagonistes ;
- léger avantage : dix points à neuf ;
- avantage net : dix points à huit ;
- avantage écrasant : dix points à sept ;
- combattant défaillant et compté par l’arbitre : un point négatif déduit de la note du round ;
- faute grave du combattant : un point négatif déduit de la note du round.
- Second critère d’évaluation en cas d’égalité à la touche des deux combattants : quand les boxeurs obtiennent le même nombre de points, la victoire revient à celui jugé le plus combatif.
- Pénalité : l'arbitre est autorisé à retirer un point chaque fois que le combattant commet une faute grave ou faute mineure mais répétée.

### Arbitres et juges

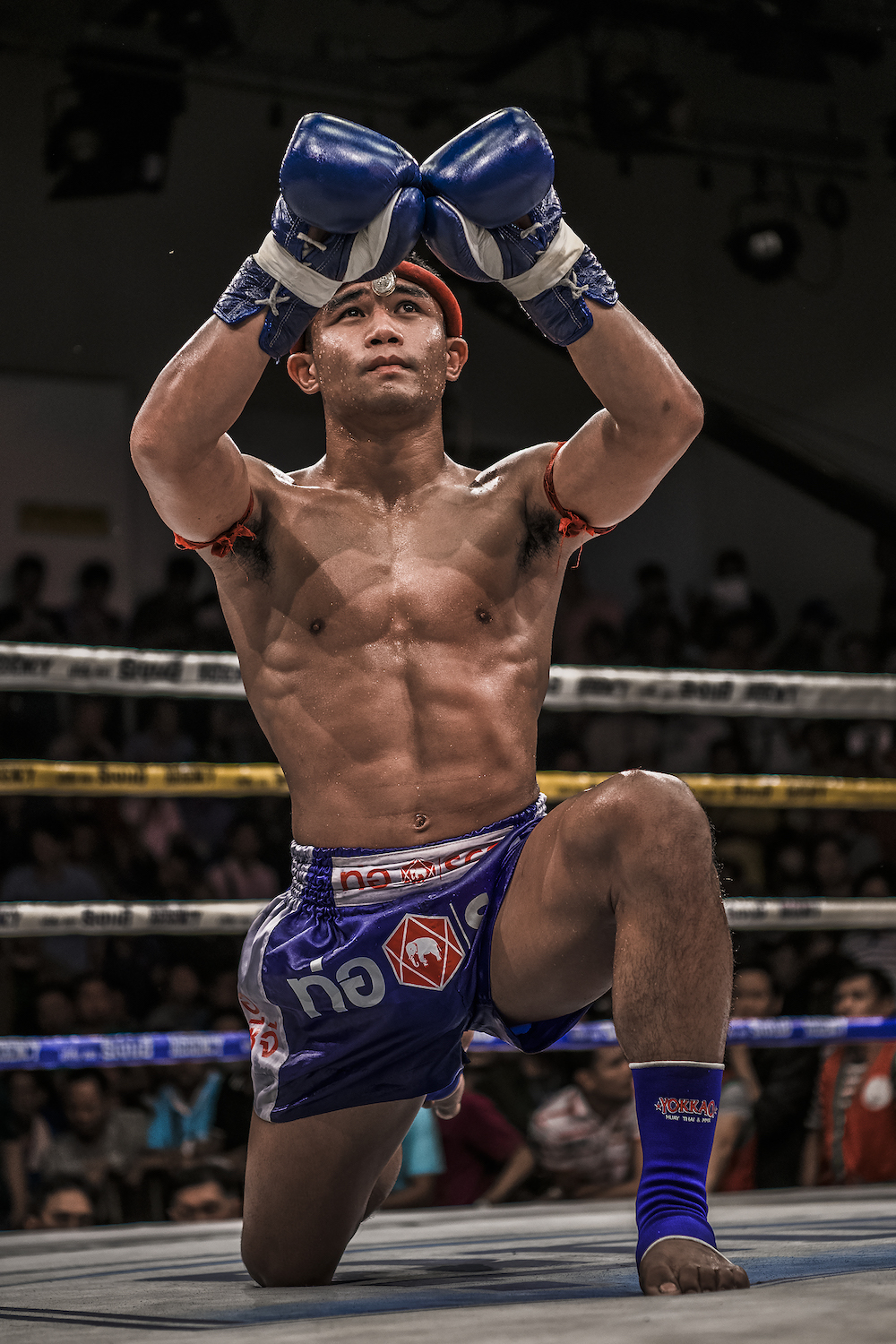
Ram Muay, rituels pré-combat.

La décision finale est du ressort d'un arbitre et de trois juges, qui remplissent leurs bulletins (carnets de jugement) respectifs à la fin de chaque reprise. La décision est donnée après le dernier round au regard des cartons de juge.

### Irrégularités
- Frapper l'adversaire lorsqu'il est de dos,
- Frapper l'adversaire à terre ou en train de se relever,
- Frapper avec la tête ou l’épaule,
- Frapper derrière la tête,
- Frapper avec l’intérieur ou le bas de la main ou le poignet,
- Frapper avec le gant ouvert,
- Frapper l'œil avec le pouce,
- Frapper intentionnellement les organes génitaux de l'adversaire,
- Accrocher l'adversaire pour l’empêcher de porter des coups,
- Se mettre de dos à l'adversaire,
- Ne donner que des coups de poing,
- Donner des coups de poing en dessous de la ceinture,
- S'appuyer sur l’adversaire ou le pousser en arrière,
- Pousser la tête de l’adversaire en arrière avec la main ouverte et le frapper de l’autre,
- Tenir de la main une corde du ring, ou s'appuyer sur les cordes,
- Tenir l'adversaire d’une main et le frapper de l’autre (on peut tenir l’adversaire, mais seulement des deux mains pour le frapper avec les genoux),
- Bousculer l’adversaire dans les cordes,
- Porter volontairement des coups sur les reins,
- Porter des coups après la fin du round,
- Tirer les cheveux,
- Mordre ou cracher,
- Simuler d’avoir été frappé sur la coquille,
- Éviter les attaques de l'adversaire, en feignant par exemple de tomber, de glisser sous les cordes ou en se cachant derrière l'arbitre,
- Commettre n'importe quelle action incorrecte susceptible de blesser l'adversaire.

Un combattant qui commet une faute sans toutefois causer un handicap ou infliger une blessure à l'adversaire recevra un avertissement oral et sera pénalisé d’un point. Le combattant qui commet volontairement une irrégularité désavantageant ou blessant l'adversaire peut perdre le match pour faute ou être disqualifié par l'arbitre, sans préavis s'il réitère son attitude durant la rencontre. En cas de faute involontaire empêchant la poursuite du combat, l'arbitre arrête la rencontre ; il attribuera, donc, la victoire par « KO technique » au boxeur ayant obtenu le score le plus élevé, ou bien déclarera le match nul en cas d'égalité des scores. Un combattant peut se plaindre d'avoir subi une irrégularité auprès de l'arbitre, qui prend immédiatement une décision : s'il estime que la faute ne rentre pas dans le cadre de celles énumérées plus haut, le combat se poursuit.

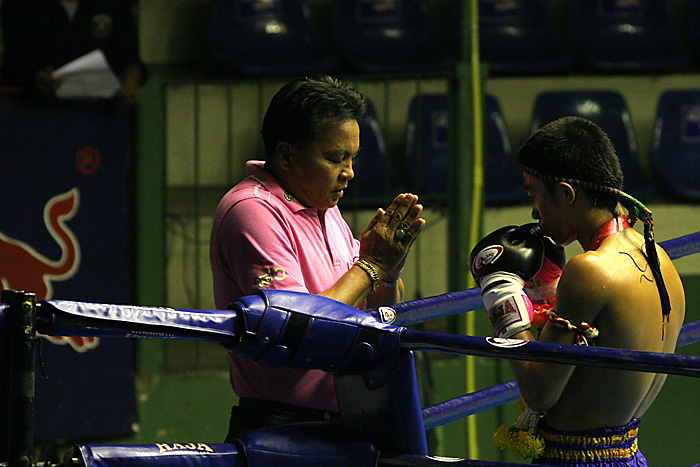
Salut à l'entraineur lors d'un match à Bangkok.

### Victoire
La victoire est proclamée :
- aux points ;
- par KO : l'adversaire tombé à terre ne se relève pas dans les dix secondes ;
- par KO technique : l'arbitre interrompt le combat parce qu'un athlète
  - n'est pas en état de continuer,
  - ne se présente pas après l’appel du gong,
  - est victime d'une blessure qui l'empêche de poursuivre le combat ;
- par décision du médecin, à la suite d'une blessure ;
- par abandon : l'un des combattants déclare ne pas vouloir continuer le combat ;
- par disqualification de l'adversaire pour faute grave ;
- par décision des juges : le combat une fois terminé, les juges attribuent la victoire au boxeur ayant obtenu le score le plus élevé.

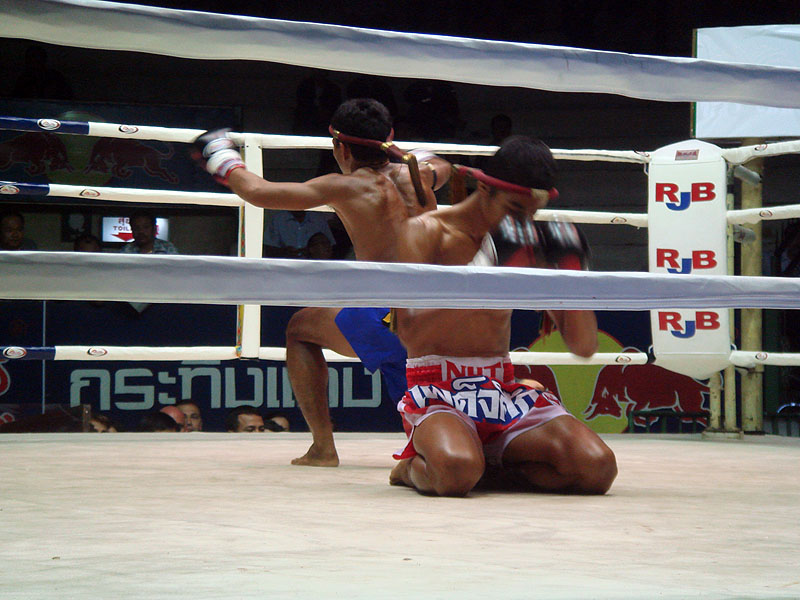
Combat au Ratchadamnoen Boxing Stadium en 2007.

### Décision
Différents types de décision existent :
- unanime : trois votes favorables.
- partagée : deux votes favorables et un contraire.
- match nul : 
  - si telle est la décision de deux juges sur trois ;
  - si les avis des juges sont tous discordants.
- no-contest : en cas de phénomène imprévisible ou d’une blessure en début de combat.
  - Si telle est la décision des juges sur demande du superviseur, parce que les deux athlètes combattent de manière incorrecte ou évitent l'affrontement.
  - Quand un combattant se retrouve au sol, l'arbitre ordonne à son adversaire d'aller dans le coin neutre, et commence immédiatement à compter de 1 à 10 en langue thaïlandaise.
  - Si le boxeur qui a envoyé son adversaire à terre n'obéit pas, il arrête de compter, réitère son ordre et attend que ce dernier ait produit son effet pour reprendre le compte des secondes.
  - Si le boxeur tombé à terre se relève pendant le compte ou bien avant d'être compté 8, il pourra poursuivre.
  - Si le boxeur tombé à terre n'est pas en état de poursuivre le combat, il doit continuer de compter jusqu'à 10.
  - Si le boxeur tombé à terre se relève avant d'être compté 10, puis tombe de nouveau, il doit recommencer à compter les secondes.
  - Si les deux boxeurs tombent à terre :
    - Il commence à compter et ne s'arrête pas si l'un des deux se relève,
    - Il déclare le match nul si à 10, aucun des deux boxeurs ne se relève.

### Modalités particulières
La cloche ne sauve pas le boxeur hors-combat (du compte des secondes), sauf au dernier round. À la fin du compte des secondes, le boxeur en état de poursuivre le combat est déclaré vainqueur.

### Catégories professionnelles

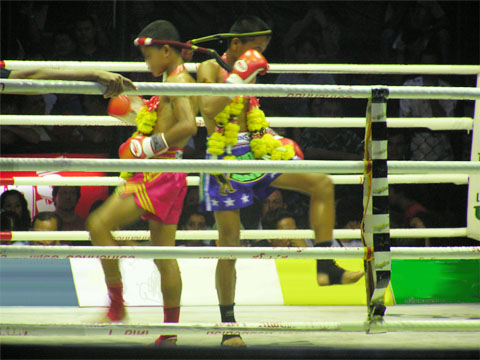
Deux jeunes nak muays lors de leur danse d'avant-combat, le ram-muay.

Catégories officielles du Rajadamnoen :
- Paille (-47,5 kg / -105 lb)
- Mi-mouche (-49 kg / -108 lb)
- Mouche (-51 kg / -112 lb)
- Super-mouche (-52,5 kg / -115 lb)
- Coqs (-53,5 kg / -118 lb)
- Super-coqs (-55,5 kg / -122 lb)
- Plumes (-57,5 kg / -126 lb)
- Super-plumes (-59 kg / -130 lb)
- Légers (-61,5 kg / -135 lb)
- Super-légers (-63,5 kg / -140 lb)
- Welters (-67 kg / -147 lb)
- Super-welters (-70 kg / -154 lb)
- Moyens (-72,5 kg / -160 lb)

Au stade du Lumpinee, les catégories s'arrêtent aux welters.
En Europe, les catégories sont différentes selon les fédérations et correspondent très souvent aux organismes internationaux de boxes pieds-poings (notamment la WKA, ISKA, et WAKO). Ainsi, il faut rajouter les catégories moins de 75 kg, moins de 81 kg, moins de 90 kg puis les plus de 90 kg (poids lourds).

## Techniques

### Arsenal technique de percussion et de préhension
L'art du muay-thaï passe par la maîtrise de l'ensemble de la gestuelle. Les techniques de frappe sont les suivantes :
- techniques de percussion :
  - coups de poing (mat)
  - coups de pied (tei)
  - coups de pied pénétrants (teep)
  - coups de genou (khao)
  - coups de coude (sok)
- techniques de corps-à-corps (pam) - saisie : action qui consiste à prendre un coup avec la ou les mains, d'un mouvement rapide pour le tenir et ainsi le contre-attaquer.
  - techniques de saisie de tête (tchap eo)
  - techniques de saisie au corps (lat eo)
  - techniques de saisie de jambe (tchap kha)
- techniques de déplacement et jeux de jambes

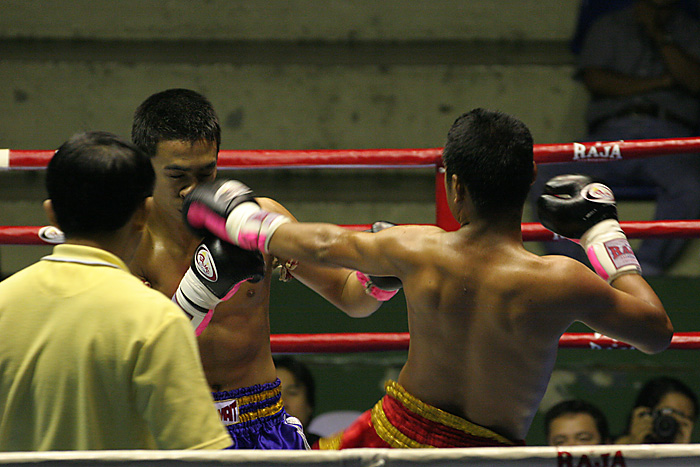
Un mat-trong (coup de poing direct du bras avant ou jab).

### Techniques de projection et de fauchage (paï)
- Projection  : action qui consiste à projeter le corps de son adversaire afin de sortir d'un corps à corps (sans passage de hanche).
- Fauchage : action qui consiste à déséquilibrer ou faire chuter l’adversaire par un coup de pied bas circulaire.

### Techniques de parade et d'esquive (muay bang)

#### Technique de blocage
- Gestes de blocage (bang) : action qui consiste à empêcher qu'un coup atteigne son point visé : blocage avec le bras (main, coude, avant-bras), le genou ou le tibia.

#### Techniques d'esquive
Mouvement du corps pour éviter adroitement un coup.
- Techniques d’esquive sans déplacement des appuis au sol (yok toa lop)
- Techniques d’esquive avec déplacement des appuis au sol (lop tchak)

Par exemple, pour éviter un coup de pied bas (low-kick) ou un middle-kick, retirer le pied puis attaquer en basculant la hanche et la jambe vers l'extérieur ; ensuite ré-enchaîner sur un middle-kick ou coup de pied bas (low-kick).

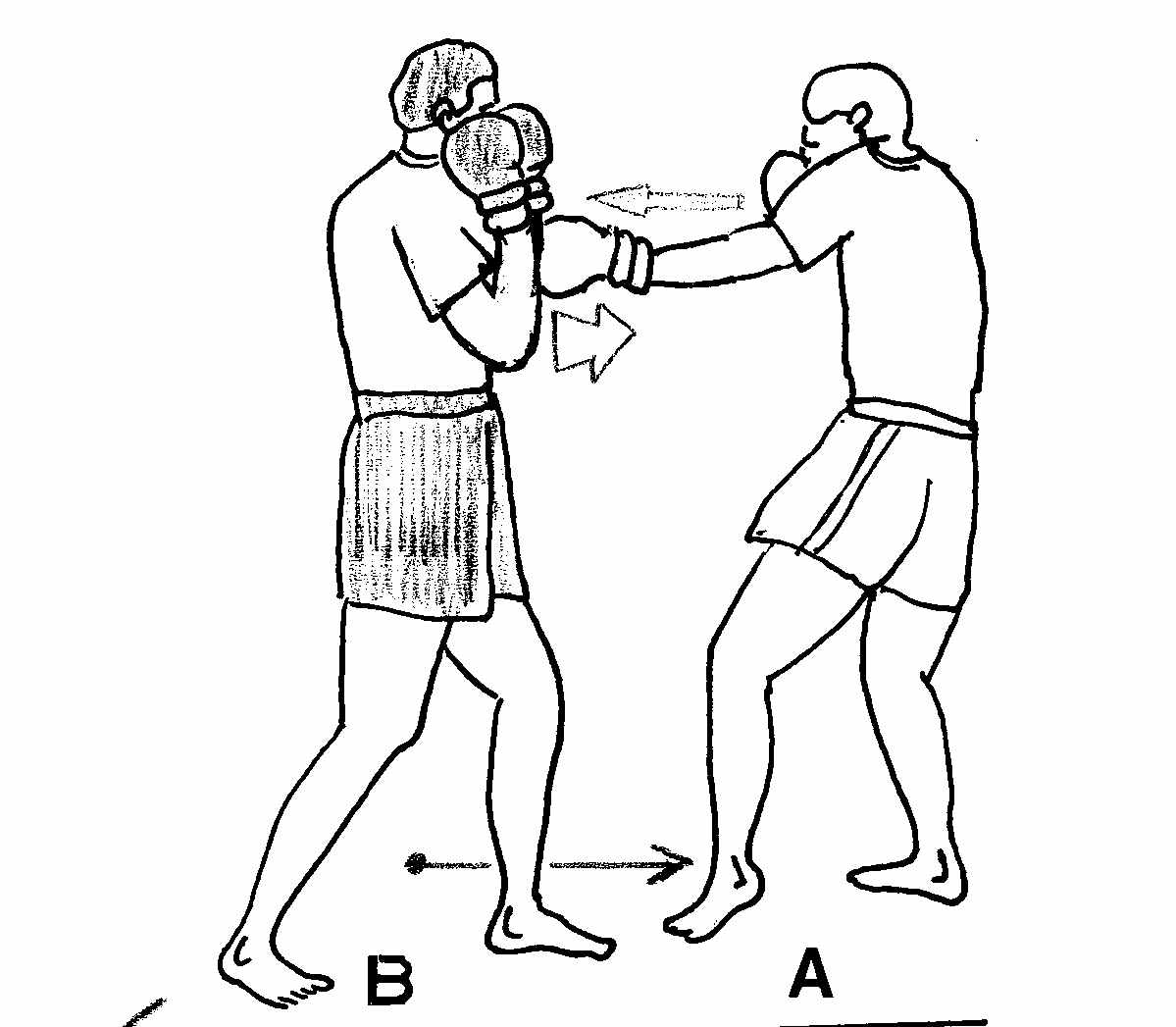
Blocage avec les deux avant-bras lors d’un jab au corps.
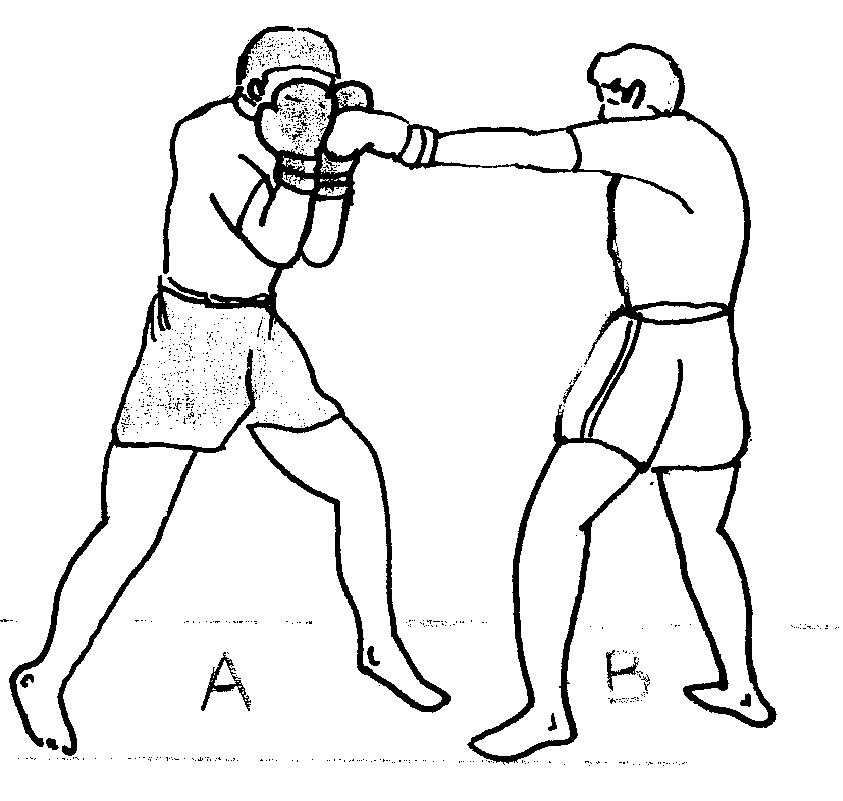
Couverture avec les deux gants lors d’un jab à la face.
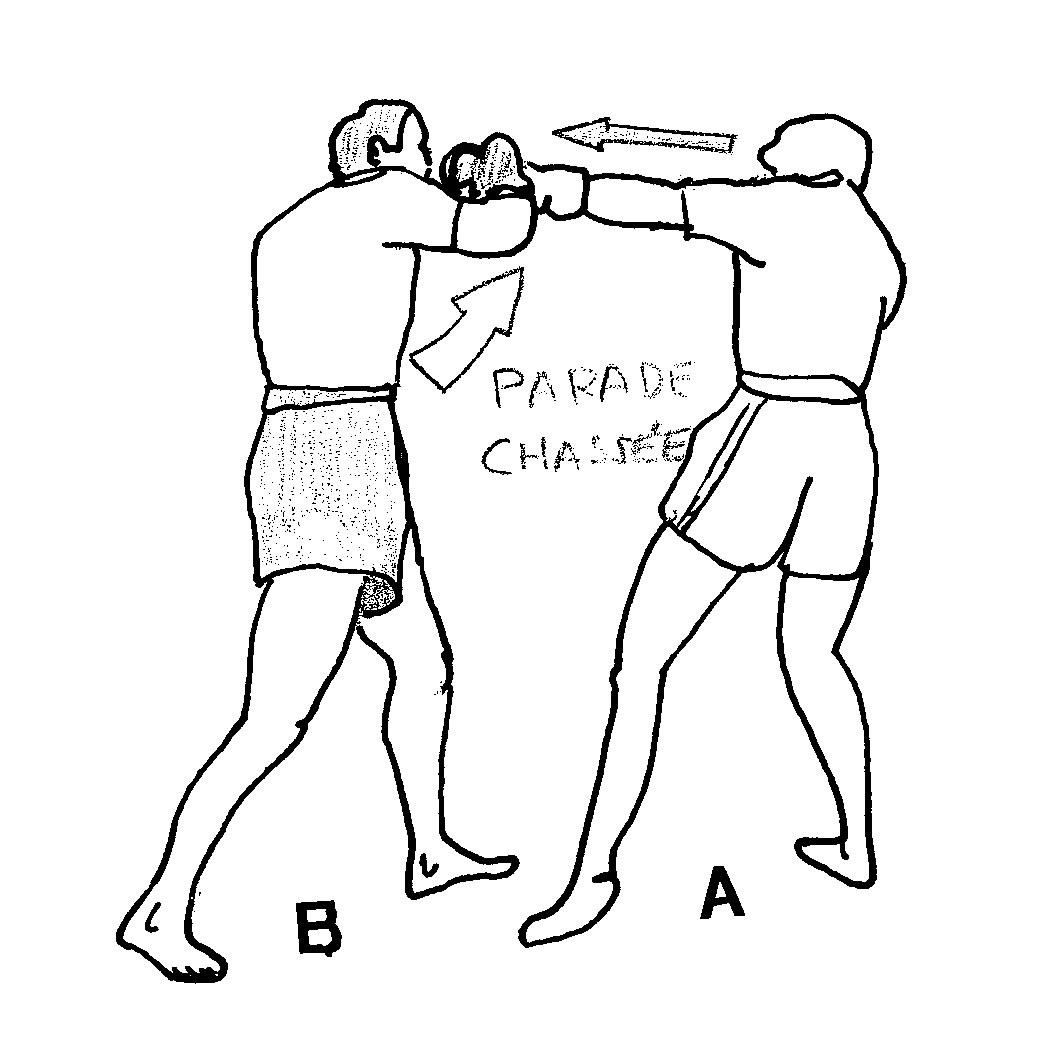
Déviation d’un jab avec la paume du gant.
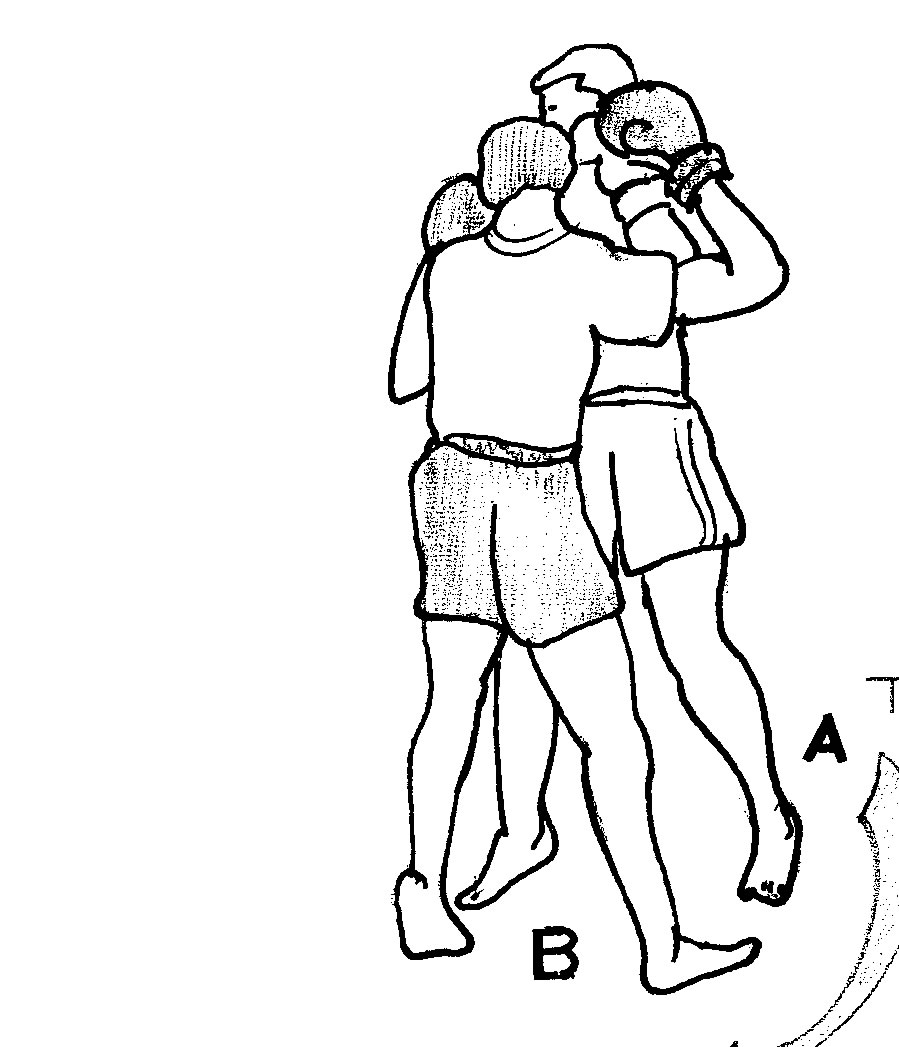
Neutraliser les armes en allant se coller (au corps à corps).

Type de  techniques de  parade et d'esquive) (muay bang)
- Bang mat : parade avec la main (parade bloquée ou chassée de la main avant ou arrière)
- Bang tei : parade avec la jambe (parade bloquée de la jambe avant ou arrière)
- Bang sok : parade avec le coude (parade bloquée du coude avant ou arrière)
- Bang khao : parade avec le genou (parade bloquée ou chassée du genou avant ou arrière)
- Yok toa lop : esquive sans déplacement des appuis (esquive sans déplacement des appuis, latérale, avant, arrière, par flexion du tronc ou par flexion des membres inférieurs)
- Lop tchak : esquive avec déplacement des appuis (esquive avec déplacement d'un des appuis par un pas de retrait, pas de côté, pas de pivot ou par un retrait d'un seul appui).

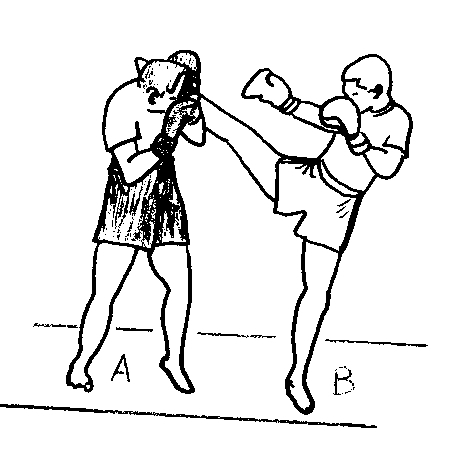
Couverture avec le bras et le gant lors d’un high-kick.
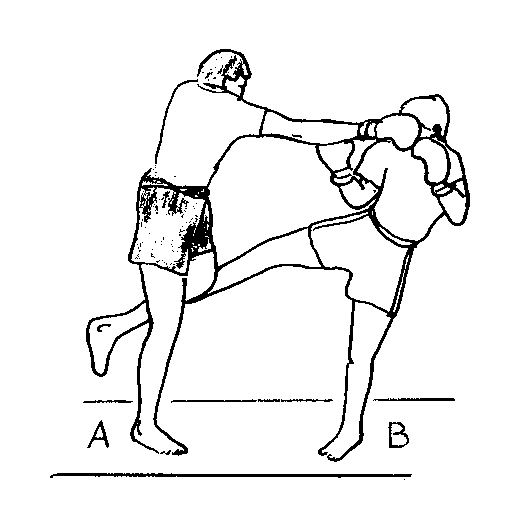
Absorption d’un low kick associé d’un contre en direct plongeant.
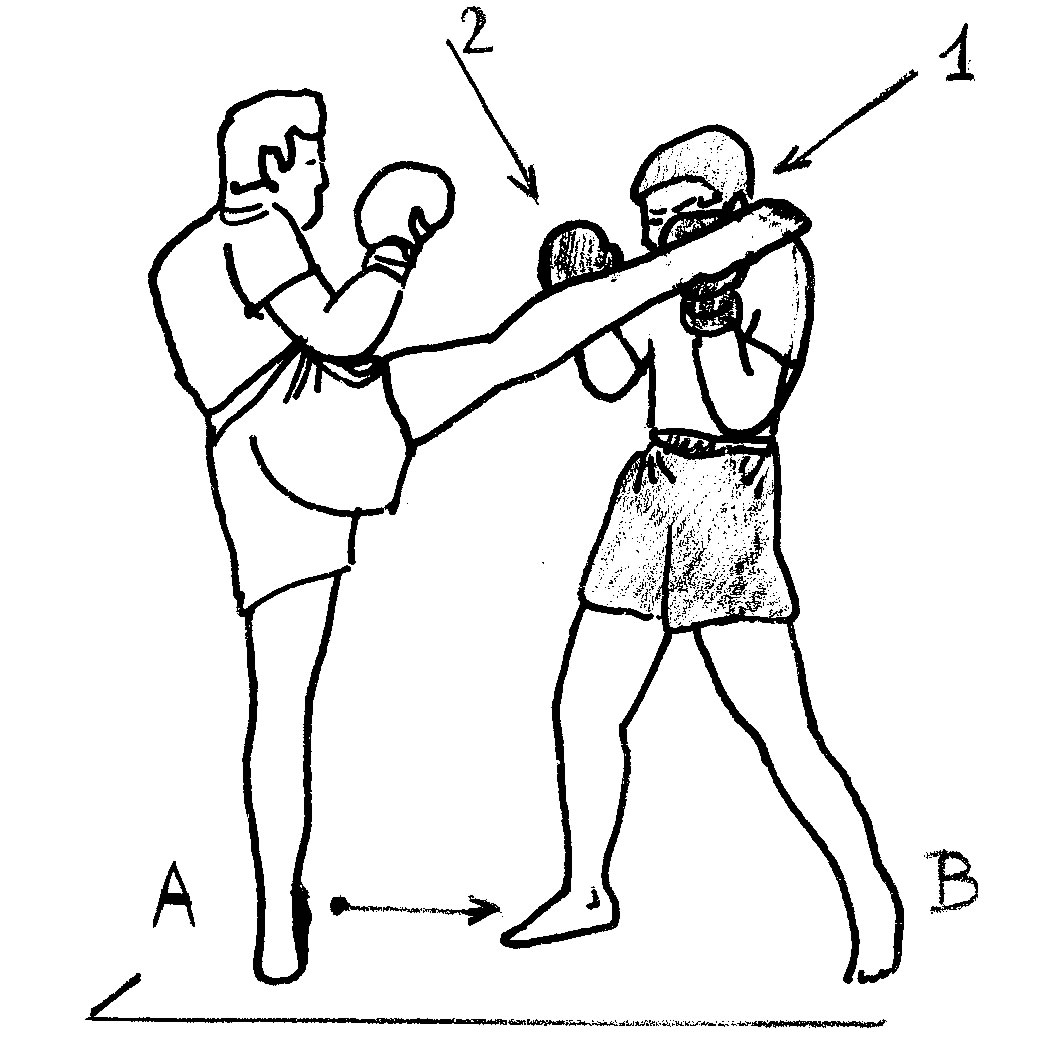
Parade avec les deux gants lors d’un high-kick adverse.
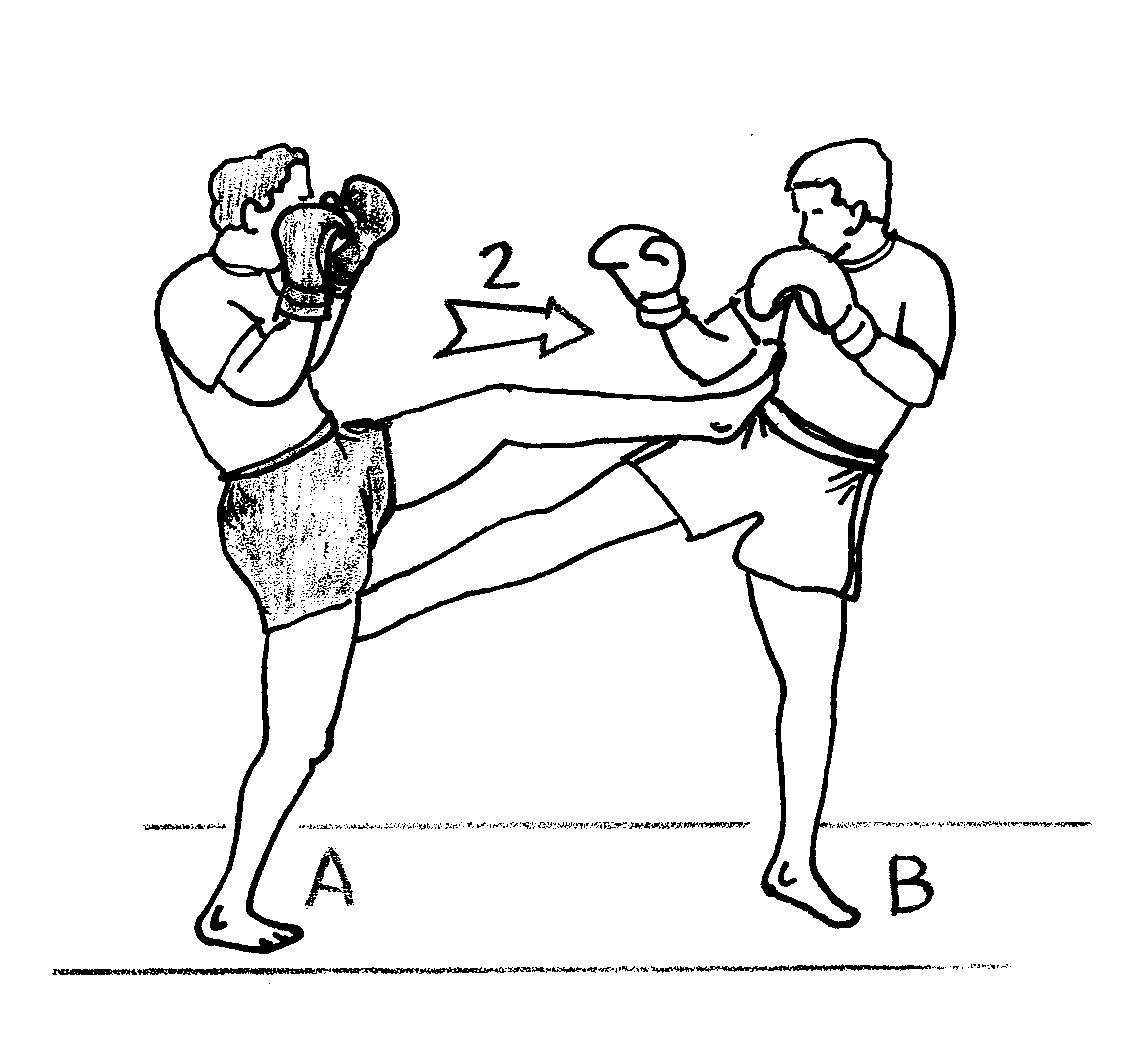
Coup d’arrêt lors d’une attaque adverse.

## Dans la fiction

### Bande dessinée
- Le manga Noritaka, plus humoristique que culturellement essentiel, raconte les débuts d'un jeune lycéen japonais entraîné par une ancienne star du muaythaï aux méthodes plutôt désinvoltes.

### Cinéma
- Kickboxer (1989), film américain où Jean-Claude Van Damme apprend le muay-thaï auprès d'un maître thaïlandais pour venger son frère (joué par le grand fulleur, Dennis Alexio), paralysé à la suite d'un combat avec le champion local Tong Po.
- Ong-bak (2003) et L'Honneur du dragon (2005), films thaïlandais de Prachya Pinkaew avec Tony Jaa.
- Beautiful Boxer (2003), ce film thaïlandais retrace la vie d'une championne de boxe thaï transgenre qui effectue une transition de genre une fois sa carrière terminée. Cette histoire est basée sur l'histoire réelle de la championne Nong Toom.
- Le film français Chok dee (2005) (bonne chance, en thaï) raconte la vie de Dida Diafat, jeune délinquant, qui, à force de volonté, est devenu champion du monde de boxe thaïlandaise.
- Muay Thai Chaiya (2007), film thaïlandais de Kongkiat Khomsiri. Ce film raconte la vie de trois jeunes qui se lient d'amitié et pratiquent le muay thai. Plus tard, ils se rendent à Bangkok afin de devenir des combattants professionnels.
- Yamada, la voie du samouraï (2010), film thaïlandais de Nopporn Watin, raconte l'histoire de Yamada Nagamasa, un samouraï japonais secouru par des guerriers siamois qui lui apprennent l'art du muay-thai.

#### Ouvrages généraux
- Rudetski, M., La Boxe, coll. « Que-sais-je ? », éditions PUF, Paris, 1974
- Alain Delmas :

1. Lexique de la boxe et des autres boxes, document de formation, Université de Compiègne, 1981-2005
2. Lexique de combatique, document de formation BPP, Ligue Midi-Pyrénées de BF.S, 1975
3. Cahiers de formation du moniteur, Ligue de Picardie, Compiègne, 1981
4. L’Acte d’opposition, Ligue de Picardie, Compiègne, 1981
5. Les Comportements d’opposition, Mémoire de BEES 2°, Evry, 1978
6. Technoboxe : fiches techniques de la boxe et des autres boxes, Université d’Aix-Marseille, 1981-2005

- Gabrielle & Roland Habersetzer, Encyclopédie des arts martiaux de l'Extrême-Orient, Éditions Amphora, Paris, 2000
- Patrick Lombardo, Encyclopédie mondiale des arts martiaux, Éditions E.M., Paris, 1997
- Nicolas Poy-Tardieu, Le Guide des arts martiaux et sports de combat, Budo Éditions, 2001

### Documentaire
- Bushido, documentaire de Josette D. Normandeau qui traite entre autres du muay thaï.

#### Fédérations mondiales
| Fédération mondiale | Site Web                 |
| --- | ------------------------ |
| World Muaythai Council (W.M.C) - Pros | www.wmcmuaythai.org      |
| International of Federation Muaythai Amateur (I.F.M.A) - Amateurs                                                                                                | www.ifmamuaythai.org     |
| World Kickboxing & Karate Association (W.K.A) - Amateurs et pros                                                                                                 | www.kickboxing-wka.co.uk |
| International Combat Organisation (I.C.O.) | www.icokickboxing.org    |
| International Sport Kickboxing Association (I.S.K.A) - Amateurs et pros                                                                                          | www.iska.com             |
| World Association of Kickboxing Organizations (W.A.K.O) - Amateurs et pros (officiellement reconnue par le GAISF comme l’organe officiel du kick-boxing amateur) | www.wakoweb.com          |

#### Fédérations françaises
- Fédération de sports de combat (et arts martiaux) – France (FSC) – Arts martiaux traditionnels et modernes, Activités de self-défense, Activités de fitness-martial, Boxes pieds-poings, Sports pieds-poings-sol, Luttes sportives au corps-à-corps, Activités du handisport - fédération créée en 2002 – Président : Thierry Muccini – Directeur Technique Fédéral : Alain Delmas
- Fédération française de kick boxing, muay thaï et disciplines associées (FFKMDA), anciennement la Fédération française de sports de contact (FFSCDA) : muay thaï, Chauss'fight, kick-boxing, K1-rules, pancrase, bando, boxe birmane, kung-fu de contact et sanda, lutte contact, boxe boji  - fédération créée en 2008 - Président : Nadir Allouache – Directeur Technique National : Albert Pernet
- Académie française de muay-thaï  (AFMT) – Président : Jo Prestia – Directeur Technique Fédéral :